# Oscinella alopecuri
Oscinella alopecuri är en tvåvingeart som beskrevs av Louis-Paul Mesnil 1935. Oscinella alopecuri ingår i släktet Oscinella och familjen fritflugor. Inga underarter finns listade i Catalogue of Life.